# Ширли Менсон
Ширли Ен Менсон (енгл. Shirley Ann Manson, Единбург, 26. август 1966) је шкотска певачица, ауторка песама и музичарка. Музичку каријеру започела је 1981. године, а поред соло каријере, пева и са алтернативним рок бендом Гарбиџ. Током већег дела каријере, Ширли је путовала из Единбурга у Сједињене Државе како би снимала са својим бендом. Тренутно живи у Лос Анђелесу. На музичкој сцени појавила се у тинејџерским данима када је била пратећи вокалиста и клавијатуриста бенда Goodbye Mr Mackenzie. Брзо се развила у истакнутог члана групе и развила сценско присуство. Са бендом Гарбиџ је снимила албум Garbage 1995. године, а он је добио позитивне критике и доживео комерцијални успех. Након тога са бендом Гарбиџ објавила је још пет студијских албума и освојила велики број музичких награда.
Након што је паузиран рад бенда, Ширли је 2006. године почела да снима соло материјал, а 2008. године добила је прву улогу у ТВ серији Terminator: The Sarah Connor Chronicles. Снимању песама се вратила 2010. године како би написала и продуцирала материјал за пети студијски албум групе Гарбиџ, под називом Not Your Kind of People, а након тога и за албум Strange Little Birds.

## Биографија
Ширли је рођена 26. августа 1966. године у Единбургу од мајке Мјуриел Флоре и оца Џона Мишела Менсона. Њен отац је родом из мале рибарске заједнице са Шетландских острва, а био је универзитетски предавач, док је мајка била певачица, коју је у раном детињству усвојила породица и дала јој презиме Макдоналд. Име Ширли, певачица је добила по роману „Ширли” књижевнице Шарлоте Бронте. Ширли има старију сестру Линди Џејн и млађу Сару, одрасла је у Единбургу, а похађала је средњу школу „Бротон”.
Сценски наступ Ширли је први пут имала 1970. године, заједно са сестром у аматерској представи у локалном позоришту. Током похађања основне школе, учила је да свира кларинет и кљунасту флауту, а када је имала седам година похађала је балет и научила да свира на клавиру. Похађала је Единбургску музичку школу, у то време била је активна чланица драмске групе и наступала у аматерским драмским и музичким представама као што су Амерички сан и Чаробњак из оза, а истовремено је певала у локалном женском хору. У позоришној представи која је одржана током Единбургског фестивала, добила је прву награду од стране новина The Scotsman.
Током похађања прве године средње школе Ширли је била малтретирана, што је узроковало депресију и самоповређивање. Током средње школе Ширли је пушила марихуану, дувала лепак и конзумирала алкохол, а једном приликом провалила је у Единбуршки зоолошки врт. Ширли је желела да постане глумица, али је одбијена од стране Краљевске шкотске академије музике и драме. Први посао имала је у кафетерији болнице, где је волонтирала, затим је радила у хотелу у Единбургу, а након тога била је продавачица. Једно време је била модел за одећу у магазину Џеки. У периоду од 1996. до 2003. године била је у браку са шкотским уметником Едијом Фарелом. Године 2008. верила се за музичког продуцента и аудио инжењера групе Гарбиџ, Билија Буша. Венчали су се у Лос Анђелесу у мају 2010. године.
Ширли је атеиста, али је увек истицала како је занима духовност, као и да је током детињства често ишла у цркву, а престала да иде у њу када је имала дванаест година. Феминисткиња је и у више наврата проглашавана за „икону феминизма”. Тренутно живи у Лос Анђелесу.

## Музичка каријера
Ширли је прво професионално музичко искуство имала 1984. године када је певала са локалним Единбургшким глумцима. У периоду док је глумила у позоришту, приступила је музичкој групи Goodbye Mr Mackenzie као клавијатурискиња и вокал. Ширли је прво издање са бендом објавила 1984. године, под називом . Група је потписала уговор са издавачком кућом Капитол рекордс 1987. године, а први албум под називом Good Deeds and Dirty Rags објавили су 10. априла 1989. године. Албумски сингл The Rattler био је међу четрдесет најбољих синглова у Уједињеном Краљевству. Године 1990. група је потписала уговор са Парлофоном, још једним ЕМИ лабелом, али након објављивања два сингла која се нису нашла на музичким листама, Парофлон је одбио да им продужи уговор и објави њихов други албум Hammer and Tongs. Гари Курфист који је био менаџер бенда Talking Heads и Деби Хари откупили су уговор и издали албум бенда Goodbye Mr Mackenzie преко Радиоактив рекордса. Након још једног комерцијално неуспешног сингла, група је раскинула уговор са Радиоактив рекордсом. Goodbye Mr Mackenzie је наставила да ради на новом материјалу, а Ширли је добила прилику да сними водеће вокале на многим нумерана које су планиране за трећи студијски албум.
Снимајући поди меном Angelfish, бенд Goodbye Mr Mackenzie заједно са Ширли објавио је нове песме и претходне које до тада нису биле објављене. Дана 2. фебруара 1994. бенд је објавио албум под називом Angelfish, а тада га је водила Ширли. Водећа албумска песма била је Suffocate Me и она се пуштала ка колеџ радијима и добила позитивне критике. Након тога објављен је други албумски сингл под називом Heartbreak To Hate, а бенд је након тога имао музичку турнеју како би промовисао албум, у Сједињеним Америчким Државама, Канади, Француској, Белгији и као подршка бенду Live у Северној Америци. Спот за песму Suffocate Me објављен је и пуштан на МТВ емисији 120 минута. Шерли је била водећи текстописац групе Гарбиџ, за све пројекте који су спроведени 1998. године.
Ширли је у августу 1994. године сарађивала са америчким алтернативним рок саставом Гарбиџ и са њима објавила албум Garbage у августу 1995. године, који је продат у 4 милиона примерака. Са албума су се истакли синглови Only Happy When It Rains и Stupid Girl, а Ширли је постала водећа музичарка бенда и одржала турнеју 1996. године. Група је након тога снимила тематску песму за филм Свет није довољан. Трећи албум бенда Гарбиџ под називом  објављен је 27. септембра 2001. године и на њему се налази тринаест песама, укључујући четири сингла. Четврти студијски албум бенда Гарбиџ под називом  објављен је 11. априла 2005. годинне у алтернативном рок, пост гранџ и електро рок жанру. Највећи успех са албума постигла је песма Why Do You Love Me која се нашла на неколико музичких листа. Од октобра 2005. године бенд је паузирао са радом, све до маја 2012. године, када су почели да раде на њиховом петом албуму под називом . Албум Not Your Kind of People објављен је 11. маја 2012. године, а на њему се налази једанаест песама укључујући пет синглова.

### Соло каријера
Ширли је у марту 2006. године потврдила да је започела рад на соло албуму, а сарађивала је са музичареом Паулом Бучананом, музичким продуцентом Грегтом Курстином и комппозитором Дејвидом Арнолдом. Године 2007. Ширли је сарађивала са Риверсом Комом из бенда Визер. Свој рад је представила издавачкој кући Гефен рекорс, 2008. године, који су је одбили, сматрајући да су јој песме „превиђе тужне”. Мефен је касније за медије истакла, да је Грефен хтео да она сними песме које би постале међународни или радио хитови, као и да је не занима писање дечијих песама за широке народне масе. Ширли је након тога наставила да ради на музици, а 2009. године на свом Фејсбук налогу објавила је нове песме. Године 2009. певачица је најавила да ће престати да се бави музиком, јер није задовољна како певаче третирају музичке индустрије, као и збоог смрти мајке, а истакла је да је заинтересована да се бави глумом. Након што су је после неког времена пријатељи замолили да отпева песму Life on Mars? од Дејвида Боуија, Ширли је схватила да је музика одржава и ипак одлучила да остане на музичкој сцени.
Такође је сарађивала са великим бројем уметника, као што је Крис Конели, Ерик Авери и Деби Хари. Наступала је са бендовима Kings of Leon, Incubus и The Pretenders, Иги Попом у Атлантик Ситију, као и са Гвен Стефани и бендом Но даут у Јуниверзал Ситију у Калифорнији. Након тога објавила је сингл These Things, а у јануару 2012. године потврдила да је рад на њеном соло албуму отказан.

## Дискографија

### Са бендом Гарбиџ
- (1995)
- (1998)
- (2001)
- (2005)
- (2012)
- (2016)